# Lithiumtitanate
Lithiumtitanate sind gemischte Oxide des Lithiums und des Titans. Sie gehören zur Gruppe der Titanate und sind keramikartige Feststoffe. Insbesondere die folgenden Mischoxide werden als Lithiumtitanate bezeichnet:
- Das Lithiumtitanat Lithiumtitanspinell Li4Ti5O12, ein Oxid mit Spinellstruktur, das als Lithiumspeichermaterial an der Minuspolseite von Lithiumtitanat-Akkumulatoren dient.[1]
- Das monokline Lithiummetatitanat Li2TiO3 (Dilithiumtitanoxid), das z. B. als Zusatzstoff für Porzellanglasuren verwendet wird.

Das Phasendiagramm zeigt noch weitere Lithiumtitanoxide, z. B. solche, die sich vom Rutil oder von Anatas ableiten.
- Lithiumorthotitanat Li4TiO4
- Lithiumtitanramsdellit Li2Ti3O7 (Kristallstruktur vom Ramsdellit-Typ). Beim Erhitzen ändert sich das Material oberhalb von 528 °C in eine hexagonale Phase, die sich oberhalb 970 °C in den Spinnell Li4Ti5O12 und in Rutil TiO2 umwandelt.[3] Bei weiterem Erhitzen oder beim Abkühlen entsteht wieder die Ramsdellitstruktur.[3]